# Edoardo Ponti
Edoardo Ponti (* 6. Januar 1973 in Genf) ist ein italienischer Regisseur und Drehbuchautor.

## Leben
Edoardo ist ein Sohn des Filmproduzenten Carlo Ponti und der Schauspielerin Sophia Loren. Er heiratete 2007 die US-amerikanische Schauspielerin Sasha Alexander. Sie haben eine Tochter (* 2006) und einen Sohn (* 2010).

## Filmografie
- 1998: Liv (Kurzfilm)
- 2002: Zwischen Fremden (Between Strangers)
- 2011: Coming & Going
- 2014: La voce umana
- 2020: Du hast das Leben vor dir (La vita davanti a sé)